# 責任技術者
責任技術者（せきにんぎじゅつしゃ）とは、医薬品、医療機器等の品質、有効性及び安全性の確保等に関する法律（医薬品医療機器等法、薬機法）における医薬部外品、化粧品、医療機器の製造業の許可業者において、その業務を実地に管理する責任者である（薬事法第17条第5項）。
製造業の許可を取得し維持する要件として、この責任技術者を配置しなければならないこととなっている。

## 責任技術者の要件
医薬部外品、化粧品、一般医療機器、一般以外の医療機器の別により、要件が異なる。
薬剤師か、一定の学歴もしくは実務経験を持つものが認められる。
- 根拠規定　薬事法施行規則第91条

## 旧薬事法との関係
平成16年3月31日までの旧薬事法においては、輸入販売業という制度があり、この業務の責任者も「責任技術者」といった。法改正により、輸入販売業と製造業は、新たに設けられた製造販売業と製造業（旧薬事法の製造業とはその性格が異なる）に改められ、責任技術者は、新「製造業」における責任者の名称となった。